# Dolkestødslegenden
Dolkestødslegenden (tysk: Dolchstoßlegende) var en teori om, at Tyskland led nederlag i 1. verdenskrig, fordi de væbnede styrker blev "dolket i ryggen" af forrædere, kapitalister, jøder, socialdemokrater og andre inden for landets grænser. Ledende politikere i Weimarrepublikken blev ofte regnet til forræderne, og også Adolf Hitler omtalte dem som novemberforbryderne, en henvisning til datoen for våbenstilstanden i 1918.
Mange af veteranerne fra 1. verdenskrig var stærkt desillusionerede efter nederlaget, og fredsaftalen med dens krav om enorme erstatninger fra Tyskland blev opfattet som ydmygende og ødelæggende for landet. Nationalsocialistiske grupper (Freikorps og lignende enheder) og senere NSDAP anvendte dolkestødslegenden i rekrutteringen af medlemmer. Den blev også brugt som begrundelse for nødvendigheden af ølkælderkuppet i 1923.
For NSDAP blev legenden helt afgørende for rekrutteringen af medlemmer til Sturmabteilung (SA), og Adolf Hitler tog den ofte op under folkemøder.
Legenden afspejler det episke digt Nibelungenlied, hvor den dragedræbende helt Siegfried stikkes i ryggen af Hagen von Tronje. Dolkestødet ses af nogle som en vigtig faktor i Adolf Hitlers opstigning til magten, da nazistpartiet fik støtte af bitre veteraner fra 1. verdenskrig.